# Ronde van Slovenië 1996
De Ronde van Slovenië 1996 (Sloveens: "Dirka po Sloveniji 1996") werd verreden van maandag 6 mei tot en met zondag 12 mei in Slovenië. Het was de vierde editie van de rittenkoers, die in 2005 deel ging uitmaken van de UCI Europe Tour (categorie 2.1). De ronde telde zeven etappes, voorafgegaan door een proloog. 

## Klassementsleiders
| Etappe      | Winnaar              | Algemeen             | Punten               | Berg                 | Sprint               | Jongeren       | Delo's sprints       | Ploegen              |
| ----------- | -------------------- | -------------------- | -------------------- | -------------------- | -------------------- | -------------- | -------------------- | -------------------- |
| 0           | Rog                  | Marco Di Renzo       | Robert Pintarič      | Matthias Jandt       | Alexander Vinokourov | ??             | Lorenzo Di Silvestro | Rog                  |
| 1           | Stefano Giraldi      | Stefano Giraldi      | ??                   | Stefano Giraldi      | Bedin                | ??             | Bogdan Fink          | Glacial–Selle Italia |
| 2           | Marco Di Renzo       | Stefano Giraldi      | ??                   | Stefano Giraldi      | Bedin                | ??             | Bogdan Fink          | Glacial–Selle Italia |
| 3           | Robert Pintarič      | Stefano Giraldi      | ??                   | ??                   | ??                   | ??             | niet toegekend       | ??                   |
| 4           | Olaf Pollack         | Stefano Giraldi      | ??                   | ??                   | Bedin                | ??             | niet toegekend       | ??                   |
| 5           | Igor Kranjec         | Stefano Giraldi      | Marco Di Renzo       | Stefano Giraldi      | Bedin                | ??             | Alexander Vinokourov | ??                   |
| 6           | Lorenzo Di Silvestro | Lorenzo Di Silvestro | ??                   | ??                   | ??                   | ??             | ??                   | ??                   |
| 7           | Zoran Klemenčič      | Lorenzo Di Silvestro | Lorenzo Di Silvestro | Alexander Vinokourov | Alexander Vinokourov | Tadej Valjavec | Alexander Vinokourov | Cantina Tollo–CoBo   |
| Eindstanden | Eindstanden          | Lorenzo Di Silvestro | Lorenzo Di Silvestro | Alexander Vinokourov | Alexander Vinokourov | Tadej Valjavec | Alexander Vinokourov | Cantina Tollo–CoBo   |

## Etappe-uitslagen

### Proloog
| Plaats  | Naam           | Ploeg         | Tijd |
| ------- | -------------- | ------------- | ---- |
| Winnaar | Marco Di Renzo | Cantina Tollo |      |
| 2       |                |               |      |
| 3       |                |               |      |

### 1e etappe
| Plaats  | Naam            | Ploeg                | Tijd |
| ------- | --------------- | -------------------- | ---- |
| Winnaar | Stefano Giraldi | Glacial-Selle Italia |      |
| 2       |                 |                      |      |
| 3       |                 |                      |      |

### 2e etappe
| Plaats  | Naam           | Ploeg         | Tijd |
| ------- | -------------- | ------------- | ---- |
| Winnaar | Marco Di Renzo | Cantina Tollo |      |
| 2       |                |               |      |
| 3       |                |               |      |

### 3e etappe
| Plaats  | Naam            | Ploeg | Tijd |
| ------- | --------------- | ----- | ---- |
| Winnaar | Robert Pintaric |       |      |
| 2       |                 |       |      |
| 3       |                 |       |      |

### 4e etappe
| Plaats  | Naam         | Ploeg | Tijd |
| ------- | ------------ | ----- | ---- |
| Winnaar | Olaf Pollack |       |      |
| 2       |              |       |      |
| 3       |              |       |      |

### 5e etappe
| Plaats  | Naam         | Ploeg | Tijd |
| ------- | ------------ | ----- | ---- |
| Winnaar | Igor Kranjec |       |      |
| 2       |              |       |      |
| 3       |              |       |      |

### 6e etappe
| Plaats  | Naam                 | Ploeg         | Tijd |
| ------- | -------------------- | ------------- | ---- |
| Winnaar | Lorenzo Di Silvestro | Cantina Tollo |      |
| 2       |                      |               |      |
| 3       |                      |               |      |

### 7e etappe
| Plaats  | Naam            | Ploeg | Tijd |
| ------- | --------------- | ----- | ---- |
| Winnaar | Zoran Klemenčič |       |      |
| 2       |                 |       |      |
| 3       |                 |       |      |

## Eindklassementen

### Algemeen klassement
1993 · 1994 · 1995 · 1996 · 1997 · 1998 · 1999 · 2000 · 2001 · 2002 · 2003 · 2004 · 2005 · 2006 · 2007 · 2008 · 2009 · 2010 · 2011 · 2012 · 2013 · 2014 · 2015 · 2016 · 2017 · 2018 · 2019 · 2020 · 2021 · 2022 · 2023 · 2024